# Elecciones legislativas de Argentina de 1924
Las elecciones legislativas de Argentina de 1924 tuvieron lugar el 2 de marzo del mencionado año con el objetivo de renovar 81 de las 158 bancas de la Cámara de Diputados de la Nación. Serían las primeras elecciones legislativas de medio término que tendría que enfrentar el gobierno de Marcelo Torcuato de Alvear, elegido en abril de 1922. Capital Federal tuvo elecciones desfasadas el 23 de marzo. La intervención federal en la provincia de Santiago del Estero suspendió las elecciones, se realizan el 14 y 28 de septiembre de 1924.
En estos comicios la oficialista Unión Cívica Radical (UCR), enfrentando profundas divisiones internas, triunfó a pesar de su fuerte debacle, recibiendo poco más del 27% de los votos y quedándose con 26 de los 81 escaños en disputa. Por consiguiente, perdió la mayoría absoluta en la cámara baja. Se presentó por primera vez la Unión Cívica Radical Antipersonalista (UCR-A), sector separado contrario al yrigoyenismo.
Con la debacle de la UCR, ninguno de los partidos participantes manifestó una verdadera preponderancia, y la participación electoral fue inferior a la mitad, con un 47% del padrón emitiendo sufragio, siendo la concurrencia a votar más baja en la historia electoral argentina, desde que se sancionó la Ley Sáenz Peña hasta la actualidad. Los diputados electos asumieron sus cargos en abril.

## Contexto

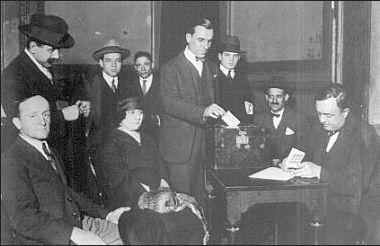
Personas votando en las elecciones de 1924.

Hipólito Yrigoyen, primer presidente democráticamente electo, terminó su mandato en 1922 con una economía próspera, una gran popularidad y contenido al dejar la Casa Rosada en manos del antiguo embajador en Francia, Marcelo Torcuato de Alvear, perteneciente a su mismo partido. Vástago de una de las familias tradicionales de Argentina, el moderado Alvear aplacó los temores de Yrigoyen de perder el control de la Unión Cívica Radical, un riesgo por el que se aseguró de colocar a su amigo personal y exjefe de la Policía de Buenos Aires, Elpidio González, como vicepresidente de Alvear.
Alvear continuó mayoritariamente con las políticas sociales y económicas de su predecesor, incluidas las tan necesitadas leyes laborales y de pensiones, la legislación antimonopolio y el apoyo a la principal petrolera estatal de Yrigoyen, Yacimientos Petrolíferos Fiscales (YPF); pero su reemplazo al por mayor de los designados por Yrigoyen arrojó al líder populista y al vicepresidente González contra Alvear, en cuya defensa nueve miembros del Senado de la Nación abandonaron la UCR. Citando las dieciocho intervenciones federales a gobernadores opositores que realizó Yrigoyen durante su presidencia (incluyendo numerosas de su propio partido, y en todas menos una de las entonces catorce provincias), sostuvieron que el expresidente había impuesto un "culto a la personalidad" y establecieron su propia facción disidente, la Unión Cívica Radical Antipersonalista (UCR-A). El cisma, que se venía gestando ya desde el comienzo del gobierno de Yrigoyen, se hizo oficial en 1924, cuando las dos facciones presentaron diferentes candidatos para las elecciones a la Cámara de Diputados de ese año.
Sin embargo, los antipersonalistas se vieron acosados por la desunión. Dado su énfasis en la "impersonalidad del partido", carecían también de un líder fuerte o electoralmente atractivo. Cinco grupos "disidentes" de la UCR presentaron candidatos en 1924, y, representando intereses provinciales como lo hicieron, ninguna facción podría reclamar el manto "antipersonalista". Los grupos además diferían no solo en su geografía; sino también en su ideología. El grupo más establecido, la UCR-A, liderada en la práctica por el senador Leopoldo Melo y respaldada por el presidente Alvear, estaba estrechamente relacionada con la élite terrateniente, en particular con la provincia de Buenos Aires, incorporó gran parte del decadente Partido Conservador y fue el menos susceptible de reforma, acercándose mucho al conservadurismo depuesto. El líder de la UCR Unificada, el gobernador de Santa Fe, Enrique Mosca, también era conservador, mientras que la facción de Mendoza, dirigida por el gobernador Carlos Washington Lencinas (la UCR Lencinista), era más liberal que el propio Yrigoyen.

## Reglas electorales

### Sistema electoral
Los comicios se realizaron bajo el texto constitucional sancionado en 1853. Dicha carta magna establecía que la Cámara de Diputados de la Nación Argentina debía estar compuesta por representantes de cada uno de los distritos argentinos considerados "provincias", y la ciudad de Buenos Aires, en calidad de Capital Federal de la República. Por tal motivo, los territorios nacionales no gozaban de representación parlamentaria. Del mismo modo, los diputados se elegirían por mitades de manera escalonada cada dos años, con mandatos de cuatro años para cada diputado.
En ese momento existían trece provincias, lo que junto a la Capital Federal daba un total de catorce distritos electorales. El sistema electoral empleado era el de mayoría y minoría o lista incompleta, bajo el cual los dos partidos más votados obtenían toda la representación. También el sistema adoptó el Panachage el cual dio a los electores la posibilidad de tachar o adicionar candidatos en las listas. En algunas provincias, con tan solo dos diputados de representación, el escrutinio era en la práctica mayoritario, con las dos bancas correspondiendo al partido más votado. Estos distritos no renovaban de manera escalonada.

### Bancas a renovar
| Provincia           | Bancas totales | Bancas a elegir | Bancas a elegir | Bancas a elegir |   |
| Provincia           | Bancas totales | Totales         | Mayoría         | Minoría         |   |
| ------------------- | -------------- | --------------- | --------------- | --------------- | - |
| Buenos Aires        | 42             | 25              | 17              | 8               |   |
| Capital Federal     | 32             | 19              | 13              | 6               |   |
| Catamarca           | 2              | —               | —               | —               |   |
| Córdoba             | 15             | 9               | 6               | 3               |   |
| Corrientes          | 7              | 3               | 2               | 1               |   |
| Entre Ríos          | 9              | 3               | 2               | 1               |   |
| Jujuy               | 2              | —               | —               | —               | — |
| La Rioja            | 2              | —               | —               | —               | — |
| Mendoza             | 6              | 3               | 2               | 1               |   |
| Salta               | 3              | —               | —               | —               | — |
| San Juan            | 3              | —               | —               | —               | — |
| San Luis            | 3              | 3               | 2               | 1               |   |
| Santa Fe            | 19             | 10              | 7               | 3               |   |
| Santiago del Estero | 6              | 3               | 2               | 1               |   |
| Tucumán             | 7              | 3               | 2               | 1               |   |
| Total               | 158            | 81              | 55              | 26              |   |

## Resultados
En última instancia, una atmósfera de campaña áspera, así como una escasez de problemas premonitorios en medio de la prosperidad continua, ayudaron a resultar en la participación más baja desde el advenimiento del sufragio universal masculino.
Con respecto al resultado, la UCR de Yrigoyen sufrió la mayor parte de las pérdidas, cedió 24 escaños en la Cámara Baja y, en la redistribución del Senado un año más tarde, en abril de 1925, perdió 6 de sus 15 bancas senatoriales, aunque estas últimas se debieron más a las deserciones antipersonalistas. La debacle radical fue más notoria en Capital Federal, donde el Partido Socialista recuperó la mayoría en el Consejo Deliberante que había perdido en 1918. Sin embargo, los buenos resultados de varios partidos provinciales, liberales o conservadores, provocaron que la UCR-A no pudiera beneficiarse plenamente del cambio de humor del electorado.
Las elecciones no dieron la victoria a ninguna de las facciones radicales, ni dio a sus competidores en el campo reformista (el Partido Socialista y el Partido Demócrata Progresista) o a la oposición conservadora una razón para creer que podrían derrotar al radicalismo en un futuro previsible. Se suele considerar históricamente que el ganador verdadero de los comicios fue el presidente Alvear, quien, tanto por defecto como por reputación, sería ahora el árbitro final sobre las muchas y constantes disputas entre antipersonalistas, que cuidaban viejas heridas que datan de las intervenciones de Yrigoyen, y la facción de Yrigoyen de la UCR, que apostó su futuro en el regreso del líder populista a la presidencia en 1928.
| Partido                            | Partido                                        | Partido                               | Votos     | %     | Bancas      | Bancas      | Bancas      | Bancas      |
| Partido                            | Partido                                        | Partido                               | Votos     | %     | Obtenidas   | +/-         | Totales     | +/-         |
| ---------------------------------- | ---------------------------------------------- | ------------------------------------- | --------- | ----- | ----------- | ----------- | ----------- | ----------- |
|                                    | Unión Cívica Radical                           | Unión Cívica Radical                  | 181.179   | 27,21 | 26/81       | 23          | 70/158      | 25          |
|                                    |                                                | Partido Conservador                   | 35.901    | 5,39  | 8/81        | Sin cambios | —           | Sin cambios |
|                                    | Partido Demócrata de Córdoba                   | 27.634                                | 4,15      | 6/81  | Sin cambios | —           | Sin cambios |             |
|                                    | Pacto Autonomista - Liberal                    | 25.692                                | 3,86      | 2/81  | Sin cambios | —           | Sin cambios |             |
|                                    | Concentración Popular                          | 20.084                                | 3,02      | 1/81  | Sin cambios | —           | Sin cambios |             |
|                                    | Partido Liberal de Tucumán                     | 15.058                                | 2,26      | 2/81  | Sin cambios | —           | Sin cambios |             |
|                                    | Partido Liberal de Mendoza                     | 9.009                                 | 1,35      | 1/81  | Sin cambios | —           | Sin cambios |             |
|                                    | Partido Demócrata Liberal                      | 7.175                                 | 1,08      | 2/81  | Sin cambios | —           | Sin cambios |             |
|                                    | Partido Popular                                | 5.773                                 | 0,87      | —     | Sin cambios | —           | Sin cambios |             |
| Total Partidos Conservadores       | Total Partidos Conservadores                   | Total Partidos Conservadores          | 146.326   | 21,97 | 22/81       | 5           | 40/158      | 13          |
|                                    | Partido Socialista                             | Partido Socialista                    | 101.785   | 15,29 | 16/81       | 12          | 19/158      | 9           |
|                                    | Unión Cívica Radical Unificada                 | Unión Cívica Radical Unificada        | 75.105    | 11,28 | 9/81        | 9           | 9/158       | 9           |
|                                    | Unión Cívica Radical Antipersonalista          | Unión Cívica Radical Antipersonalista | 46.435    | 6,97  | 3/81        | 3           | 3/158       | 3           |
|                                    |                                                | Unión Cívica Radical Opositora        | 14.661    | 2,20  | —           | Sin cambios | —           | Sin cambios |
|                                    | Unión Cívica Radical Principista               | 6.621                                 | 0,99      | —     | Sin cambios | —           | Sin cambios |             |
|                                    | Unión Cívica Radical Bascarista                | 4.524                                 | 0,68      | —     | Sin cambios | —           | Sin cambios |             |
|                                    | Unión Cívica Radical Roja                      | 2.849                                 | 0,43      | —     | Sin cambios | —           | Sin cambios |             |
|                                    | Unión Cívica Radical Azul                      | 2.841                                 | 0,43      | —     | Sin cambios | —           | Sin cambios |             |
|                                    | Unión Cívica Radical Verista                   | 2.429                                 | 0,36      | —     | Sin cambios | —           | Sin cambios |             |
|                                    | Unión Cívica Radical Personalista              | 2.273                                 | 0,34      | —     | Sin cambios | —           | Sin cambios |             |
|                                    | Unión Cívica Radical Disidente (Comité Castro) | 2.225                                 | 0,33      | —     | Sin cambios | —           | Sin cambios |             |
|                                    | Unión Cívica Radical Yrigoyenista              | 1.456                                 | 0,22      | —     | Sin cambios | —           | Sin cambios |             |
| Total radicalismo disidente        | Total radicalismo disidente                    | Total radicalismo disidente           | 39.879    | 5,99  | —           | 5           | 5/158       | 1           |
|                                    | Partido Demócrata Progresista                  | Partido Demócrata Progresista         | 37.996    | 5,71  | 3/81        | Sin cambios | 6/158       | 7           |
|                                    | Unión Cívica Radical Lencinista                | Unión Cívica Radical Lencinista       | 15.485    | 2,33  | 2/81        | 2           | 4/158       | 4           |
|                                    | Partido Comunista                              | Partido Comunista                     | 4.498     | 0,68  | —           | Sin cambios | —           | Sin cambios |
|                                    | Partido Salud Pública                          | Partido Salud Pública                 | 1.431     | 0,21  | —           | Sin cambios | —           | Sin cambios |
|                                    | Partido Feminista Nacional                     | Partido Feminista Nacional            | 1.313     | 0,20  | —           | Sin cambios | —           | Sin cambios |
|                                    | Partido Liberal Georgista                      | Partido Liberal Georgista             | 1.226     | 0,18  | —           | Sin cambios | —           | Sin cambios |
|                                    | Partido Unitario                               | Partido Unitario                      | 903       | 0,14  | —           | Sin cambios | —           | Sin cambios |
|                                    | Laboristas Ferroviarios                        | Laboristas Ferroviarios               | 766       | 0,12  | —           | Sin cambios | —           | Sin cambios |
|                                    | Partido Obrero Independiente                   | Partido Obrero Independiente          | 740       | 0,11  | —           | Sin cambios | —           | Sin cambios |
|                                    | Independientes                                 | Independientes                        | 949       | 0,14  | —           | Sin cambios | —           | Sin cambios |
|                                    | Otros                                          | Otros                                 | 9.869     | 1,48  | —           | Sin cambios | —           | Sin cambios |
|                                    |                                                |                                       |           |       |             |             |             |             |
| Votos positivos                    | Votos positivos                                | Votos positivos                       | 665.885   | 93,82 |             |             |             |             |
| Votos en blanco                    | Votos en blanco                                | Votos en blanco                       | 42.899    | 6,04  |             |             |             |             |
| Votos anulados                     | Votos anulados                                 | Votos anulados                        | 144       | 0,02  |             |             |             |             |
| Diferencia de actas                | Diferencia de actas                            | Diferencia de actas                   | 820       | 0,12  |             |             |             |             |
| Total de votos                     | Total de votos                                 | Total de votos                        | 709.748   | 100   |             |             |             |             |
| Votantes registrados/participación | Votantes registrados/participación             | Votantes registrados/participación    | 1.502.566 | 47,24 |             |             |             |             |

## Resultados por distrito
| Provincia de Buenos Aires 25 Diputados       | Provincia de Buenos Aires 25 Diputados         | Provincia de Buenos Aires 25 Diputados | Provincia de Buenos Aires 25 Diputados | Provincia de Buenos Aires 25 Diputados | Provincia de Buenos Aires 25 Diputados |
| Partido                                      | Partido                                        | Candidato                              | Votos al candidato                     | Votos al partido                       | %                                      |
| -------------------------------------------- | ---------------------------------------------- | -------------------------------------- | -------------------------------------- | -------------------------------------- | -------------------------------------- |
|                                              | Unión Cívica Radical                           | Juan A. Errecart                       | 80.479                                 | 80.479                                 | 58,02                                  |
| Fermín M. Liceaga                            | Unión Cívica Radical                           | 80.476                                 |                                        | 80.479                                 | 58,02                                  |
| Máximo Aldazábal                             | Unión Cívica Radical                           | 80.463                                 |                                        | 80.479                                 | 58,02                                  |
| José M. Grau                                 | Unión Cívica Radical                           | 80.459                                 |                                        | 80.479                                 | 58,02                                  |
| Manuel Beguiristain                          | Unión Cívica Radical                           | 80.441                                 |                                        | 80.479                                 | 58,02                                  |
| Ernesto Boatti                               | Unión Cívica Radical                           | 80.440                                 |                                        | 80.479                                 | 58,02                                  |
| Fernando C. Lillia                           | Unión Cívica Radical                           | 80.439                                 |                                        | 80.479                                 | 58,02                                  |
| Emilio Siri                                  | Unión Cívica Radical                           | 80.436                                 |                                        | 80.479                                 | 58,02                                  |
| Pascual Subiza                               | Unión Cívica Radical                           | 80.423                                 |                                        | 80.479                                 | 58,02                                  |
| Manuel Rómulo Alvarado                       | Unión Cívica Radical                           | 80.421                                 |                                        | 80.479                                 | 58,02                                  |
| Blas Goñi                                    | Unión Cívica Radical                           | 80.403                                 |                                        | 80.479                                 | 58,02                                  |
| Carlos A. Sánchez                            | Unión Cívica Radical                           | 80.395                                 |                                        | 80.479                                 | 58,02                                  |
| Martín Rapallini                             | Unión Cívica Radical                           | 80.369                                 |                                        | 80.479                                 | 58,02                                  |
| Arturo Santa María                           | Unión Cívica Radical                           | 80.354                                 |                                        | 80.479                                 | 58,02                                  |
| Gumersindo Cristobó                          | Unión Cívica Radical                           | 80.277                                 |                                        | 80.479                                 | 58,02                                  |
| Luis Monteverde                              | Unión Cívica Radical                           | 80.178                                 |                                        | 80.479                                 | 58,02                                  |
| Pedro Juan Carlos Vásquez                    | Unión Cívica Radical                           | 80.106                                 |                                        | 80.479                                 | 58,02                                  |
|                                              | Partido Conservador                            | José Arce                              | 35.901                                 | 35.901                                 | 25,88                                  |
| Edgardo J. Míguez                            | Partido Conservador                            | 33.654                                 |                                        | 35.901                                 | 25,88                                  |
| Manuel F. Gnecco                             | Partido Conservador                            | 33.610                                 |                                        | 35.901                                 | 25,88                                  |
| Ángel Pintos                                 | Partido Conservador                            | 33.604                                 |                                        | 35.901                                 | 25,88                                  |
| Benito de Miguel                             | Partido Conservador                            | 33.595                                 |                                        | 35.901                                 | 25,88                                  |
| Luis Güerci                                  | Partido Conservador                            | 33.538                                 |                                        | 35.901                                 | 25,88                                  |
| Daniel Amadeo y Videla                       | Partido Conservador                            | 33.508                                 |                                        | 35.901                                 | 25,88                                  |
| Alfredo Rodríguez                            | Partido Conservador                            | 33.474                                 |                                        | 35.901                                 | 25,88                                  |
|                                              | Partido Socialista                             | Silvio L. Ruggieri                     | 10.562                                 | 10.562                                 | 7,61                                   |
| Agustín de Arrieta                           | Partido Socialista                             | 10.558                                 |                                        | 10.562                                 | 7,61                                   |
| José P. Baliño                               | Partido Socialista                             | 10.552                                 |                                        | 10.562                                 | 7,61                                   |
| Jerónimo Della Latta                         | Partido Socialista                             | 10.558                                 |                                        | 10.562                                 | 7,61                                   |
| Teodoro Bronzini                             | Partido Socialista                             | 10.550                                 |                                        | 10.562                                 | 7,61                                   |
| Gregorio M. Beschinsky                       | Partido Socialista                             | 10.533                                 |                                        | 10.562                                 | 7,61                                   |
| José M. Lemos                                | Partido Socialista                             | 10.556                                 |                                        | 10.562                                 | 7,61                                   |
| Arturo Vera                                  | Partido Socialista                             | 10.549                                 |                                        | 10.562                                 | 7,61                                   |
| Humberto Barraza                             | Partido Socialista                             | 10.553                                 |                                        | 10.562                                 | 7,61                                   |
| Manuel V. Besasso                            | Partido Socialista                             | 10.547                                 |                                        | 10.562                                 | 7,61                                   |
| Luis de Carli                                | Partido Socialista                             | 10.544                                 |                                        | 10.562                                 | 7,61                                   |
| César A. Cichero                             | Partido Socialista                             | 10.546                                 |                                        | 10.562                                 | 7,61                                   |
| Domingo Besasso                              | Partido Socialista                             | 10.546                                 |                                        | 10.562                                 | 7,61                                   |
| Miguel Pizza                                 | Partido Socialista                             | 10.548                                 |                                        | 10.562                                 | 7,61                                   |
| Arturo Melo                                  | Partido Socialista                             | 10.547                                 |                                        | 10.562                                 | 7,61                                   |
| Juan Orler                                   | Partido Socialista                             | 10.548                                 |                                        | 10.562                                 | 7,61                                   |
| Ramón Bravo                                  | Partido Socialista                             | 10.549                                 |                                        | 10.562                                 | 7,61                                   |
|                                              | Unión Cívica Radical Disidente (Comité Castro) | Julio A. Fonrouge                      | 2.225                                  | 2.225                                  | 1,60                                   |
| Félix Villanueva                             | Unión Cívica Radical Disidente (Comité Castro) | 2.222                                  |                                        | 2.225                                  | 1,60                                   |
| Antonio N. Godoy                             | Unión Cívica Radical Disidente (Comité Castro) | 2.221                                  |                                        | 2.225                                  | 1,60                                   |
| Enrique H. Rottjer                           | Unión Cívica Radical Disidente (Comité Castro) | 2.221                                  |                                        | 2.225                                  | 1,60                                   |
| Juan Sifredi                                 | Unión Cívica Radical Disidente (Comité Castro) | 2.213                                  |                                        | 2.225                                  | 1,60                                   |
|                                              | Partido Comunista                              | Rodolfo José Ghioldi                   | 123                                    | 123                                    | 0,09                                   |
| Pedro Romo                                   | Partido Comunista                              | 123                                    |                                        | 123                                    | 0,09                                   |
| Zaceri Baltuzzi                              | Partido Comunista                              | 123                                    |                                        | 123                                    | 0,09                                   |
| Pedro Valla                                  | Partido Comunista                              | 123                                    |                                        | 123                                    | 0,09                                   |
| Félix Banti                                  | Partido Comunista                              | 123                                    |                                        | 123                                    | 0,09                                   |
| Juan Martelli                                | Partido Comunista                              | 123                                    |                                        | 123                                    | 0,09                                   |
| Demetrio Moyano                              | Partido Comunista                              | 123                                    |                                        | 123                                    | 0,09                                   |
| Guillermo J. Bossio                          | Partido Comunista                              | 122                                    |                                        | 123                                    | 0,09                                   |
| Alberto de Nigris                            | Partido Comunista                              | 122                                    |                                        | 123                                    | 0,09                                   |
| Concilio Torneo                              | Partido Comunista                              | 122                                    |                                        | 123                                    | 0,09                                   |
| Pedro Panzardi                               | Partido Comunista                              | 122                                    |                                        | 123                                    | 0,09                                   |
| Joaquín Romani                               | Partido Comunista                              | 122                                    |                                        | 123                                    | 0,09                                   |
| Ángel Caldera                                | Partido Comunista                              | 122                                    |                                        | 123                                    | 0,09                                   |
| José Fernando Penelón                        | Partido Comunista                              | 122                                    |                                        | 123                                    | 0,09                                   |
| Juan Greco                                   | Partido Comunista                              | 122                                    |                                        | 123                                    | 0,09                                   |
| Ramón Suárez                                 | Partido Comunista                              | 122                                    |                                        | 123                                    | 0,09                                   |
| Nicolás di Palma                             | Partido Comunista                              | 122                                    |                                        | 123                                    | 0,09                                   |
|                                              | Otros                                          | Otros                                  | Otros                                  | 9.430                                  | 6,80                                   |
|                                              |                                                |                                        |                                        |                                        |                                        |
| Votos positivos                              | Votos positivos                                | Votos positivos                        | Votos positivos                        | 138.720                                | 95,32                                  |
| Votos en blanco                              | Votos en blanco                                | Votos en blanco                        | Votos en blanco                        | 6.678                                  | 4,59                                   |
| Votos anulados                               | Votos anulados                                 | Votos anulados                         | Votos anulados                         | 140                                    | 0,10                                   |
| Total de votos                               | Total de votos                                 | Total de votos                         | Total de votos                         | 145.538                                | 100                                    |
| Votantes registrados/participación           | Votantes registrados/participación             | Votantes registrados/participación     | Votantes registrados/participación     | 435.775                                | 33,40                                  |
| Capital Federal 19 Diputados                 |                                                |                                        |                                        |                                        |                                        |
| Partido                                      | Partido                                        | Candidato                              | Votos al candidato                     | Votos al partido                       | %                                      |
|                                              | Partido Socialista                             | Héctor González Iramain                | 77.373                                 | 77.373                                 | 45,45                                  |
| Augusto Bunge                                | Partido Socialista                             | 77.175                                 |                                        | 77.373                                 | 45,45                                  |
| Enrique Dickmann                             | Partido Socialista                             | 77.069                                 |                                        | 77.373                                 | 45,45                                  |
| José D. Castellanos                          | Partido Socialista                             | 76.919                                 |                                        | 77.373                                 | 45,45                                  |
| Jacinto Oddone                               | Partido Socialista                             | 76.840                                 |                                        | 77.373                                 | 45,45                                  |
| Raúl Carballo                                | Partido Socialista                             | 76.808                                 |                                        | 77.373                                 | 45,45                                  |
| Francisco Pérez Leirós                       | Partido Socialista                             | 76.762                                 |                                        | 77.373                                 | 45,45                                  |
| Agustín S. Muzio                             | Partido Socialista                             | 76.760                                 |                                        | 77.373                                 | 45,45                                  |
| José Luis Pena                               | Partido Socialista                             | 76.759                                 |                                        | 77.373                                 | 45,45                                  |
| Fernando de Andreis                          | Partido Socialista                             | 76.720                                 |                                        | 77.373                                 | 45,45                                  |
| Pedro Revol                                  | Partido Socialista                             | 76.699                                 |                                        | 77.373                                 | 45,45                                  |
| Joaquín Coca                                 | Partido Socialista                             | 76.531                                 |                                        | 77.373                                 | 45,45                                  |
| Eugenio Albani                               | Partido Socialista                             | 76.332                                 |                                        | 77.373                                 | 45,45                                  |
|                                              | Unión Cívica Radical                           | Guillermo Súllivan                     | 71.074                                 | 71.074                                 | 41,75                                  |
| Juan F. Poggi                                | Unión Cívica Radical                           | 71.060                                 |                                        | 71.074                                 | 41,75                                  |
| Diego Luis Molinari                          | Unión Cívica Radical                           | 71.007                                 |                                        | 71.074                                 | 41,75                                  |
| José Luis Álvarez                            | Unión Cívica Radical                           | 71.006                                 |                                        | 71.074                                 | 41,75                                  |
| Tomás Zurueta                                | Unión Cívica Radical                           | 71.002                                 |                                        | 71.074                                 | 41,75                                  |
| Guillermo Fonrouge                           | Unión Cívica Radical                           | 70.977                                 |                                        | 71.074                                 | 41,75                                  |
| Víctor Juan Guillot                          | Unión Cívica Radical                           | 70.735                                 |                                        | 71.074                                 | 41,75                                  |
| Héctor Bergalli                              | Unión Cívica Radical                           | 70.400                                 |                                        | 71.074                                 | 41,75                                  |
| Aníbal Eulogio Mohando                       | Unión Cívica Radical                           | 70.386                                 |                                        | 71.074                                 | 41,75                                  |
| Juan C. Iriart                               | Unión Cívica Radical                           | 70.349                                 |                                        | 71.074                                 | 41,75                                  |
| Pedro Podestá                                | Unión Cívica Radical                           | 70.344                                 |                                        | 71.074                                 | 41,75                                  |
| Pedro Bidegain                               | Unión Cívica Radical                           | 70.017                                 |                                        | 71.074                                 | 41,75                                  |
| Domingo Guzzo                                | Unión Cívica Radical                           | 70.013                                 |                                        | 71.074                                 | 41,75                                  |
|                                              | Partido Demócrata Progresista                  | Luis M. Pastine                        | 9.874                                  | 9.874                                  | 5,80                                   |
| Alberto Gerchunoff                           | Partido Demócrata Progresista                  | 9.614                                  |                                        | 9.874                                  | 5,80                                   |
| Julio A. Noble                               | Partido Demócrata Progresista                  | 9.523                                  |                                        | 9.874                                  | 5,80                                   |
| Benito J. Carrasco                           | Partido Demócrata Progresista                  | 9.424                                  |                                        | 9.874                                  | 5,80                                   |
| Domingo J. Iturralde                         | Partido Demócrata Progresista                  | 9.344                                  |                                        | 9.874                                  | 5,80                                   |
| Remigio Iriondo                              | Partido Demócrata Progresista                  | 9.763                                  |                                        | 9.874                                  | 5,80                                   |
| José Clusellas                               | Partido Demócrata Progresista                  | 9.338                                  |                                        | 9.874                                  | 5,80                                   |
| Alfonso de Laferrère                         | Partido Demócrata Progresista                  | 9.370                                  |                                        | 9.874                                  | 5,80                                   |
| Honorio G. Roigt                             | Partido Demócrata Progresista                  | 9.362                                  |                                        | 9.874                                  | 5,80                                   |
| Julio Noé                                    | Partido Demócrata Progresista                  | 9.392                                  |                                        | 9.874                                  | 5,80                                   |
| Rafael Carosella                             | Partido Demócrata Progresista                  | 9.392                                  |                                        | 9.874                                  | 5,80                                   |
| Juan Pignier                                 | Partido Demócrata Progresista                  | 9.353                                  |                                        | 9.874                                  | 5,80                                   |
| Carlos A. Acevedo                            | Partido Demócrata Progresista                  | 9.370                                  |                                        | 9.874                                  | 5,80                                   |
|                                              | Partido Comunista                              | José Fernando Penelón                  | 3.227                                  | 3.227                                  | 1,90                                   |
| Rodolfo José Ghioldi                         | Partido Comunista                              | 3.215                                  |                                        | 3.227                                  | 1,90                                   |
| Juan Greco                                   | Partido Comunista                              | 3.212                                  |                                        | 3.227                                  | 1,90                                   |
| Pedro Romo                                   | Partido Comunista                              | 3.195                                  |                                        | 3.227                                  | 1,90                                   |
| Cayetano Oriolo                              | Partido Comunista                              | 3.197                                  |                                        | 3.227                                  | 1,90                                   |
| Nicolás di Palma                             | Partido Comunista                              | 3.196                                  |                                        | 3.227                                  | 1,90                                   |
| Ruggiero Rugilo                              | Partido Comunista                              | 3.191                                  |                                        | 3.227                                  | 1,90                                   |
| Luis Miranda                                 | Partido Comunista                              | 3.190                                  |                                        | 3.227                                  | 1,90                                   |
| Augusto Khun                                 | Partido Comunista                              | 3.192                                  |                                        | 3.227                                  | 1,90                                   |
| Luis Sous                                    | Partido Comunista                              | 3.190                                  |                                        | 3.227                                  | 1,90                                   |
| E. González Mellen                           | Partido Comunista                              | 3.191                                  |                                        | 3.227                                  | 1,90                                   |
| Luis Ricciardi                               | Partido Comunista                              | 3.190                                  |                                        | 3.227                                  | 1,90                                   |
| Julián Ducasse                               | Partido Comunista                              | 3.190                                  |                                        | 3.227                                  | 1,90                                   |
|                                              | Unión Cívica Radical Principista               | Juan C. Sciammarella                   | 3.066                                  | 3.066                                  | 1,80                                   |
| Francisco Raynelli                           | Unión Cívica Radical Principista               | 3.063                                  |                                        | 3.066                                  | 1,80                                   |
| Eduardo M. Luzuriaga                         | Unión Cívica Radical Principista               | 3.043                                  |                                        | 3.066                                  | 1,80                                   |
| Ramón F. Vázquez                             | Unión Cívica Radical Principista               | 3.038                                  |                                        | 3.066                                  | 1,80                                   |
| Manlio Candriani                             | Unión Cívica Radical Principista               | 3.020                                  |                                        | 3.066                                  | 1,80                                   |
| Armando Arcone                               | Unión Cívica Radical Principista               | 3.013                                  |                                        | 3.066                                  | 1,80                                   |
| Mariano A. Barrenechea                       | Unión Cívica Radical Principista               | 3.044                                  |                                        | 3.066                                  | 1,80                                   |
| Lorenzo Duhalde                              | Unión Cívica Radical Principista               | 3.022                                  |                                        | 3.066                                  | 1,80                                   |
| Titto R. Jonghi                              | Unión Cívica Radical Principista               | 3.025                                  |                                        | 3.066                                  | 1,80                                   |
| Gabriel Monserrat                            | Unión Cívica Radical Principista               | 3.016                                  |                                        | 3.066                                  | 1,80                                   |
| Carlos A. Codazzi                            | Unión Cívica Radical Principista               | 3.017                                  |                                        | 3.066                                  | 1,80                                   |
| A. Scolarici Giménez                         | Unión Cívica Radical Principista               | 3.022                                  |                                        | 3.066                                  | 1,80                                   |
| Horacio Turdera                              | Unión Cívica Radical Principista               | 3.019                                  |                                        | 3.066                                  | 1,80                                   |
|                                              | Partido Salud Pública                          | Genaro Giacobini                       | 1.431                                  | 1.431                                  | 0,84                                   |
| Guillermo Heins                              | Partido Salud Pública                          | 1.338                                  |                                        | 1.431                                  | 0,84                                   |
| Manuel Casalla                               | Partido Salud Pública                          | 1.338                                  |                                        | 1.431                                  | 0,84                                   |
| Nemesio Aristimuño                           | Partido Salud Pública                          | 1.339                                  |                                        | 1.431                                  | 0,84                                   |
| Domingo Tavolaro                             | Partido Salud Pública                          | 1.345                                  |                                        | 1.431                                  | 0,84                                   |
| Carlos Mas                                   | Partido Salud Pública                          | 1.340                                  |                                        | 1.431                                  | 0,84                                   |
| Arturo A. Arana                              | Partido Salud Pública                          | 1.341                                  |                                        | 1.431                                  | 0,84                                   |
| Tomás Gaitán                                 | Partido Salud Pública                          | 1.337                                  |                                        | 1.431                                  | 0,84                                   |
| José Petray                                  | Partido Salud Pública                          | 1.339                                  |                                        | 1.431                                  | 0,84                                   |
| Adolfo Giacobini                             | Partido Salud Pública                          | 1.338                                  |                                        | 1.431                                  | 0,84                                   |
| Bartolomé Gagliani                           | Partido Salud Pública                          | 1.339                                  |                                        | 1.431                                  | 0,84                                   |
| Manuel de la Puente                          | Partido Salud Pública                          | 1.136                                  |                                        | 1.431                                  | 0,84                                   |
| Alberto Campagnale                           | Partido Salud Pública                          | 1.337                                  |                                        | 1.431                                  | 0,84                                   |
|                                              | Partido Feminista Nacional                     | Julieta Lanteri                        | 1.313                                  | 1.313                                  | 0,77                                   |
|                                              | Partido Liberal Georgista                      | Eduardo Belástegui                     | 1.226                                  | 1.226                                  | 0,72                                   |
| C. Villalobos Domínguez                      | Partido Liberal Georgista                      | 1.201                                  |                                        | 1.226                                  | 0,72                                   |
| Ernesto Domínguez                            | Partido Liberal Georgista                      | 1.192                                  |                                        | 1.226                                  | 0,72                                   |
| Arturo Orgas                                 | Partido Liberal Georgista                      | 1.198                                  |                                        | 1.226                                  | 0,72                                   |
| Félix Vitale                                 | Partido Liberal Georgista                      | 1.192                                  |                                        | 1.226                                  | 0,72                                   |
| Cipriano Denegri                             | Partido Liberal Georgista                      | 1.192                                  |                                        | 1.226                                  | 0,72                                   |
| Arturo Capdevila                             | Partido Liberal Georgista                      | 1.201                                  |                                        | 1.226                                  | 0,72                                   |
| Wilfredo Solá                                | Partido Liberal Georgista                      | 1.198                                  |                                        | 1.226                                  | 0,72                                   |
| Francisco N. Gaibiso                         | Partido Liberal Georgista                      | 1.195                                  |                                        | 1.226                                  | 0,72                                   |
| Luis Denegri                                 | Partido Liberal Georgista                      | 1.191                                  |                                        | 1.226                                  | 0,72                                   |
| Andrés Linares                               | Partido Liberal Georgista                      | 1.191                                  |                                        | 1.226                                  | 0,72                                   |
| A. Romero Chaves                             | Partido Liberal Georgista                      | 1.193                                  |                                        | 1.226                                  | 0,72                                   |
|                                              | Partido Unitario                               | Benjamin Martínez Blanco               | 903                                    | 903                                    | 0,53                                   |
| Martin E. Miguens                            | Partido Unitario                               | 897                                    |                                        | 903                                    | 0,53                                   |
| Nicolás E. Rodríguez                         | Partido Unitario                               | 898                                    |                                        | 903                                    | 0,53                                   |
| Augusto L. de P. Pardo                       | Partido Unitario                               | 897                                    |                                        | 903                                    | 0,53                                   |
| Santiago Montaldo                            | Partido Unitario                               | 897                                    |                                        | 903                                    | 0,53                                   |
| Esteban L. Maradona                          | Partido Unitario                               | 899                                    |                                        | 903                                    | 0,53                                   |
| Raimundo Echevarría                          | Partido Unitario                               | 898                                    |                                        | 903                                    | 0,53                                   |
| Juan E. Almirantearena                       | Partido Unitario                               | 898                                    |                                        | 903                                    | 0,53                                   |
| Augusto D'Almanzor                           | Partido Unitario                               | 898                                    |                                        | 903                                    | 0,53                                   |
| Rodolfo Caubarrús                            | Partido Unitario                               | 898                                    |                                        | 903                                    | 0,53                                   |
| Antonio Musto                                | Partido Unitario                               | 897                                    |                                        | 903                                    | 0,53                                   |
| Alberto Campos Otamendi                      | Partido Unitario                               | 901                                    |                                        | 903                                    | 0,53                                   |
| León Jaudin                                  | Partido Unitario                               | 899                                    |                                        | 903                                    | 0,53                                   |
|                                              | Partido Obrero Independiente                   | Nicéforo Castellanos                   | 740                                    | 740                                    | 0,43                                   |
| Eduardo F. Maglione                          | Partido Obrero Independiente                   | 738                                    |                                        | 740                                    | 0,43                                   |
| Juan J. Correa                               | Partido Obrero Independiente                   | 736                                    |                                        | 740                                    | 0,43                                   |
| Esteban Benza                                | Partido Obrero Independiente                   | 737                                    |                                        | 740                                    | 0,43                                   |
| Adolfo Leguizamón                            | Partido Obrero Independiente                   | 736                                    |                                        | 740                                    | 0,43                                   |
| Pedro M. Ballesteros                         | Partido Obrero Independiente                   | 735                                    |                                        | 740                                    | 0,43                                   |
| Carlos López Buchardo                        | Partido Obrero Independiente                   | 737                                    |                                        | 740                                    | 0,43                                   |
| Salvador Riese                               | Partido Obrero Independiente                   | 736                                    |                                        | 740                                    | 0,43                                   |
| Virgilio Seren                               | Partido Obrero Independiente                   | 736                                    |                                        | 740                                    | 0,43                                   |
| Cotello C. Muratgla                          | Partido Obrero Independiente                   | 738                                    |                                        | 740                                    | 0,43                                   |
| Juan Giles                                   | Partido Obrero Independiente                   | 737                                    |                                        | 740                                    | 0,43                                   |
|                                              |                                                |                                        |                                        |                                        |                                        |
| Votos positivos                              | Votos positivos                                | Votos positivos                        | Votos positivos                        | 170.227                                | 92,30                                  |
| Votos en blanco                              | Votos en blanco                                | Votos en blanco                        | Votos en blanco                        | 14.199                                 | 7,70                                   |
| Total de votos                               | Total de votos                                 | Total de votos                         | Total de votos                         | 184.426                                | 100                                    |
| Votantes registrados/participación           | Votantes registrados/participación             | Votantes registrados/participación     | Votantes registrados/participación     | 282.212                                | 65,35                                  |
| Provincia de Córdoba 9 Diputados             |                                                |                                        |                                        |                                        |                                        |
| Partido                                      | Partido                                        | Candidato                              | Votos al candidato                     | Votos al partido                       | %                                      |
|                                              | Partido Demócrata de Córdoba                   | Juan Félix Cafferata                   | 27.634                                 | 27.634                                 | 91,37                                  |
| Mariano P. Ceballos                          | Partido Demócrata de Córdoba                   | 27.600                                 |                                        | 27.634                                 | 91,37                                  |
| Manuel Peña                                  | Partido Demócrata de Córdoba                   | 27.498                                 |                                        | 27.634                                 | 91,37                                  |
| Pablo Rueda                                  | Partido Demócrata de Córdoba                   | 27.482                                 |                                        | 27.634                                 | 91,37                                  |
| Federico Iturraspe Cabot                     | Partido Demócrata de Córdoba                   | 27.117                                 |                                        | 27.634                                 | 91,37                                  |
| Dionisio Centeno                             | Partido Demócrata de Córdoba                   | 27.099                                 |                                        | 27.634                                 | 91,37                                  |
|                                              | Partido Socialista                             | Ricardo Belisle                        | 1.809                                  | 1.809                                  | 5,98                                   |
| Edmundo S. Tolosa                            | Partido Socialista                             | 1.809                                  |                                        | 1.809                                  | 5,98                                   |
| Juan F. Remedi                               | Partido Socialista                             | 1.775                                  |                                        | 1.809                                  | 5,98                                   |
| Oliver                                       | Partido Socialista                             | Sin datos                              |                                        | 1.809                                  | 5,98                                   |
| Partelli                                     | Partido Socialista                             | Sin datos                              |                                        | 1.809                                  | 5,98                                   |
| Mulet                                        | Partido Socialista                             | Sin datos                              |                                        | 1.809                                  | 5,98                                   |
|                                              | Independientes                                 | Sin datos                              | Sin datos                              | 800                                    | 2,65                                   |
|                                              |                                                |                                        |                                        |                                        |                                        |
| Votos positivos                              | Votos positivos                                | Votos positivos                        | Votos positivos                        | 30.243                                 | 82,84                                  |
| Votos en blanco                              | Votos en blanco                                | Votos en blanco                        | Votos en blanco                        | 6.264                                  | 17,16                                  |
| Total de votos                               | Total de votos                                 | Total de votos                         | Total de votos                         | 36.507                                 | 100                                    |
| Votantes registrados/participación           | Votantes registrados/participación             | Votantes registrados/participación     | Votantes registrados/participación     | 190.617                                | 19,15                                  |
| Provincia de Corrientes 3 Diputados          |                                                |                                        |                                        |                                        |                                        |
| Partido                                      | Partido                                        | Candidato                              | Votos al candidato                     | Votos al partido                       | %                                      |
|                                              | Pacto Autonomista - Liberal                    | Raymundo Meabe (PLCo)                  | 25.692                                 | 25.692                                 | 58,74                                  |
| Luciano Romero (PACo)                        | Pacto Autonomista - Liberal                    | 25.442                                 |                                        | 25.692                                 | 58,74                                  |
|                                              | Unión Cívica Radical Antipersonalista          | Miguel Sussini                         | 9.649                                  | 9.649                                  | 22,06                                  |
|                                              | Unión Cívica Radical                           | Fernando Andreau                       | 8.400                                  | 8.400                                  | 19,20                                  |
| Juan Bautista Fleitas                        | Unión Cívica Radical                           | 8.342                                  |                                        | 8.400                                  | 19,20                                  |
|                                              |                                                |                                        |                                        |                                        |                                        |
| Votos positivos                              | Votos positivos                                | Votos positivos                        | Votos positivos                        | 43.741                                 | 96,41                                  |
| Votos en blanco                              | Votos en blanco                                | Votos en blanco                        | Votos en blanco                        | 1.630                                  | 3,59                                   |
| Total de votos                               | Total de votos                                 | Total de votos                         | Total de votos                         | 45.371                                 | 100                                    |
| Votantes registrados/participación           | Votantes registrados/participación             | Votantes registrados/participación     | Votantes registrados/participación     | 96.187                                 | 47,17                                  |
| Provincia de Entre Ríos 3 Diputados          |                                                |                                        |                                        |                                        |                                        |
| Partido                                      | Partido                                        | Candidato                              | Votos al candidato                     | Votos al partido                       | %                                      |
|                                              | Unión Cívica Radical Antipersonalista          | Herminio Juan Quirós                   | 35.946                                 | 35.946                                 | 63,88                                  |
| Cipriano F. Marcó                            | Unión Cívica Radical Antipersonalista          | 35.526                                 |                                        | 35.946                                 | 63,88                                  |
|                                              | Concentración Popular                          | Francisco V. Martínez                  | 20.084                                 | 20.084                                 | 35,69                                  |
| Alberto Méndez Casariego                     | Concentración Popular                          | 19.613                                 |                                        | 20.084                                 | 35,69                                  |
|                                              | Otros                                          | Otros                                  | Otros                                  | 245                                    | 0,44                                   |
|                                              |                                                |                                        |                                        |                                        |                                        |
| Votos positivos                              | Votos positivos                                | Votos positivos                        | Votos positivos                        | 56.275                                 | 90,78                                  |
| Votos en blanco                              | Votos en blanco                                | Votos en blanco                        | Votos en blanco                        | 5.467                                  | 8,82                                   |
| Votos anulados                               | Votos anulados                                 | Votos anulados                         | Votos anulados                         | 4                                      | 0,01                                   |
| Diferencia de actas                          | Diferencia de actas                            | Diferencia de actas                    | Diferencia de actas                    | 243                                    | 0,39                                   |
| Total de votos                               | Total de votos                                 | Total de votos                         | Total de votos                         | 61.989                                 | 100                                    |
| Votantes registrados/participación           | Votantes registrados/participación             | Votantes registrados/participación     | Votantes registrados/participación     | 111.320                                | 55,69                                  |
| Provincia de Mendoza 3 Diputados             |                                                |                                        |                                        |                                        |                                        |
| Partido                                      | Partido                                        | Candidato                              | Votos al candidato                     | Votos al partido                       | %                                      |
|                                              | Unión Cívica Radical Lencinista                | José Hipólito Lencinas                 | 15.485                                 | 15.485                                 | 49,81                                  |
| Luis Olmedo Cortés                           | Unión Cívica Radical Lencinista                | 15.375                                 |                                        | 15.485                                 | 49,81                                  |
|                                              | Partido Liberal de Mendoza                     | Pascual Herráiz                        | 9.009                                  | 9.009                                  | 28,98                                  |
| Mario Arenas                                 | Partido Liberal de Mendoza                     | 8.950                                  |                                        | 9.009                                  | 28,98                                  |
|                                              | Partido Socialista                             | Ramón More                             | 6.341                                  | 6.341                                  | 20,40                                  |
| Santiago F. Castromán                        | Partido Socialista                             | 6.184                                  |                                        | 6.341                                  | 20,40                                  |
|                                              | Partido Comunista                              | José Pelegrina                         | 143                                    | 143                                    | 0,46                                   |
| Sebastián Monforte                           | Partido Comunista                              | 143                                    |                                        | 143                                    | 0,46                                   |
|                                              | Otros                                          | Otros                                  | Otros                                  | 109                                    | 0,35                                   |
|                                              |                                                |                                        |                                        |                                        |                                        |
| Votos positivos                              | Votos positivos                                | Votos positivos                        | Votos positivos                        | 31.087                                 | 96,37                                  |
| Votos en blanco                              | Votos en blanco                                | Votos en blanco                        | Votos en blanco                        | 1.165                                  | 3,61                                   |
| Diferencia de actas                          | Diferencia de actas                            | Diferencia de actas                    | Diferencia de actas                    | 6                                      | 0,02                                   |
| Total de votos                               | Total de votos                                 | Total de votos                         | Total de votos                         | 32.258                                 | 100                                    |
| Votantes registrados/participación           | Votantes registrados/participación             | Votantes registrados/participación     | Votantes registrados/participación     | 65.195                                 | 49,48                                  |
| Provincia de San Luis 3 Diputados            |                                                |                                        |                                        |                                        |                                        |
| Partido                                      | Partido                                        | Candidato                              | Votos al candidato                     | Votos al partido                       | %                                      |
|                                              | Partido Demócrata Liberal                      | Laureano Landaburu                     | 7.175                                  | 7.175                                  | 47,31                                  |
| Reynaldo Pastor                              | Partido Demócrata Liberal                      | 6.971                                  |                                        | 7.175                                  | 47,31                                  |
|                                              | Unión Cívica Radical                           | Esteban Adaro                          | 3.459                                  | 3.459                                  | 22,81                                  |
| Modesto Quiroga                              | Unión Cívica Radical                           | 3.088                                  |                                        | 3.459                                  | 22,81                                  |
|                                              | Unión Cívica Radical Azul                      | Alberto Quiroga                        | 2.841                                  | 2.841                                  | 18,73                                  |
|                                              | Unión Cívica Radical Yrigoyenista              | Gilberto A. Zavala                     | 1.456                                  | 1.456                                  | 9,60                                   |
|                                              | Independiente                                  | Guillermo Rodríguez                    | 149                                    | 149                                    | 0,98                                   |
|                                              | Otros                                          | Otros                                  | Otros                                  | 85                                     | 0,56                                   |
|                                              |                                                |                                        |                                        |                                        |                                        |
| Votos positivos                              | Votos positivos                                | Votos positivos                        | Votos positivos                        | 15.165                                 | 98,58                                  |
| Votos en blanco                              | Votos en blanco                                | Votos en blanco                        | Votos en blanco                        | 218                                    | 1,42                                   |
| Total de votos                               | Total de votos                                 | Total de votos                         | Total de votos                         | 15.383                                 | 100                                    |
| Votantes registrados/participación           | Votantes registrados/participación             | Votantes registrados/participación     | Votantes registrados/participación     | 33.723                                 | 45,62                                  |
| Provincia de Santa Fe 10 Diputados           |                                                |                                        |                                        |                                        |                                        |
| Partido                                      | Partido                                        | Candidato                              | Votos al candidato                     | Votos al partido                       | %                                      |
|                                              | Unión Cívica Radical Unificada                 | Héctor S. López                        | 57.168                                 | 57.168                                 | 54,95                                  |
| Jorge Raúl Rodríguez                         | Unión Cívica Radical Unificada                 | 56.973                                 |                                        | 57.168                                 | 54,95                                  |
| J. Agustín Gatti                             | Unión Cívica Radical Unificada                 | 56.972                                 |                                        | 57.168                                 | 54,95                                  |
| Claudio Lorenzo Newell                       | Unión Cívica Radical Unificada                 | 56.735                                 |                                        | 57.168                                 | 54,95                                  |
| Jorge Ferri                                  | Unión Cívica Radical Unificada                 | 56.730                                 |                                        | 57.168                                 | 54,95                                  |
| Víctor M. Gómez                              | Unión Cívica Radical Unificada                 | 56.548                                 |                                        | 57.168                                 | 54,95                                  |
| Ignacio J. Costa                             | Unión Cívica Radical Unificada                 | 56.400                                 |                                        | 57.168                                 | 54,95                                  |
|                                              | Partido Demócrata Progresista                  | Luciano Molinas                        | 28.122                                 | 28.122                                 | 27,03                                  |
| Francisco E. Correa                          | Partido Demócrata Progresista                  | 27.978                                 |                                        | 28.122                                 | 27,03                                  |
| Joaquín Lagos                                | Partido Demócrata Progresista                  | 27.711                                 |                                        | 28.122                                 | 27,03                                  |
|                                              | Unión Cívica Radical Opositora                 | Manuel Menchaca                        | 14.661                                 | 14.661                                 | 14,09                                  |
| Alcides Greca                                | Unión Cívica Radical Opositora                 | 14.462                                 |                                        | 14.661                                 | 14,09                                  |
| Pablo Vrillaud                               | Unión Cívica Radical Opositora                 | 14.025                                 |                                        | 14.661                                 | 14,09                                  |
| Ricardo A. Ortiz                             | Unión Cívica Radical Opositora                 | 13.339                                 |                                        | 14.661                                 | 14,09                                  |
| Guerino Troilo                               | Unión Cívica Radical Opositora                 | 12.964                                 |                                        | 14.661                                 | 14,09                                  |
| Salvador Caputo                              | Unión Cívica Radical Opositora                 | 13.274                                 |                                        | 14.661                                 | 14,09                                  |
| Manuel A. Fernández                          | Unión Cívica Radical Opositora                 | 13.269                                 |                                        | 14.661                                 | 14,09                                  |
|                                              | Partido Socialista                             | Luis David Bonaparte                   | 2.359                                  | 2.359                                  | 2,27                                   |
| Rodolfo N. Galaretto                         | Partido Socialista                             | 2.341                                  |                                        | 2.359                                  | 2,27                                   |
| Santiago P. Giorgi                           | Partido Socialista                             | 2.341                                  |                                        | 2.359                                  | 2,27                                   |
| Ceferino Campos                              | Partido Socialista                             | 2.335                                  |                                        | 2.359                                  | 2,27                                   |
| Silvio Francesio                             | Partido Socialista                             | 2.333                                  |                                        | 2.359                                  | 2,27                                   |
| Juan del Amo                                 | Partido Socialista                             | 2.328                                  |                                        | 2.359                                  | 2,27                                   |
| Teófilo Olguín                               | Partido Socialista                             | 2.319                                  |                                        | 2.359                                  | 2,27                                   |
|                                              | Partido Comunista                              | José Fernando Penelón                  | 951                                    | 951                                    | 0,91                                   |
| Eduardo González                             | Partido Comunista                              | 950                                    |                                        | 951                                    | 0,91                                   |
| Francisco Muñoz                              | Partido Comunista                              | 949                                    |                                        | 951                                    | 0,91                                   |
| Marcelino Puñet                              | Partido Comunista                              | 949                                    |                                        | 951                                    | 0,91                                   |
| Francisco Cordara                            | Partido Comunista                              | 949                                    |                                        | 951                                    | 0,91                                   |
| Florindo A. Moretti                          | Partido Comunista                              | 948                                    |                                        | 951                                    | 0,91                                   |
| Miguel Contreras                             | Partido Comunista                              | 949                                    |                                        | 951                                    | 0,91                                   |
|                                              | Laboristas Ferroviarios                        | Ramón Stringaro                        | 766                                    | 766                                    | 0,74                                   |
| José Garutti                                 | Laboristas Ferroviarios                        | 764                                    |                                        | 766                                    | 0,74                                   |
| Manuel Ortiz                                 | Laboristas Ferroviarios                        | 762                                    |                                        | 766                                    | 0,74                                   |
| Enrique Davoli                               | Laboristas Ferroviarios                        | 760                                    |                                        | 766                                    | 0,74                                   |
| Patricio N. Conde                            | Laboristas Ferroviarios                        | 760                                    |                                        | 766                                    | 0,74                                   |
| Antonio Seguer                               | Laboristas Ferroviarios                        | 760                                    |                                        | 766                                    | 0,74                                   |
| Juan Pérez                                   | Laboristas Ferroviarios                        | 758                                    |                                        | 766                                    | 0,74                                   |
|                                              |                                                |                                        |                                        |                                        |                                        |
| Votos positivos                              | Votos positivos                                | Votos positivos                        | Votos positivos                        | 104.027                                | 93,27                                  |
| Votos en blanco                              | Votos en blanco                                | Votos en blanco                        | Votos en blanco                        | 6.941                                  | 6,22                                   |
| Diferencia de actas                          | Diferencia de actas                            | Diferencia de actas                    | Diferencia de actas                    | 571                                    | 0,51                                   |
| Total de votos                               | Total de votos                                 | Total de votos                         | Total de votos                         | 111.539                                | 100                                    |
| Votantes registrados/participación           | Votantes registrados/participación             | Votantes registrados/participación     | Votantes registrados/participación     | 188.422                                | 59,20                                  |
| Provincia de Santiago del Estero 3 Diputados |                                                |                                        |                                        |                                        |                                        |
| Partido                                      | Partido                                        | Candidato                              | Votos al candidato                     | Votos al partido                       | %                                      |
|                                              | Unión Cívica Radical Unificada                 | Víctor Alcorta                         | 17.937                                 | 17.937                                 | 47,78                                  |
| Juan Bautista Castro                         | Unión Cívica Radical Unificada                 | 17.513                                 |                                        | 17.937                                 | 47,78                                  |
|                                              | Unión Cívica Radical                           | Enrique Cáceres                        | 12.757                                 | 12.757                                 | 33,98                                  |
| Juan Pardi                                   | Unión Cívica Radical                           | 10.521                                 |                                        | 12.757                                 | 33,98                                  |
|                                              | Partido Popular                                | Francisco Castañeda Vega               | 5.773                                  | 5.773                                  | 15,38                                  |
|                                              | Unión Cívica Radical Antipersonalista          | Patricio Carol                         | 840                                    | 840                                    | 2,24                                   |
| Benjamín Ávalo                               | Unión Cívica Radical Antipersonalista          | 765                                    |                                        | 840                                    | 2,24                                   |
|                                              | Partido Socialista                             | Federico V. Mackeprang                 | 180                                    | 180                                    | 0,48                                   |
| Salustiano Cordero                           | Partido Socialista                             | 180                                    |                                        | 180                                    | 0,48                                   |
|                                              | Partido Comunista                              | Angélico Mendoza                       | 54                                     | 54                                     | 0,14                                   |
| Mateo Mitrovich                              | Partido Comunista                              | 54                                     |                                        | 54                                     | 0,14                                   |
|                                              |                                                |                                        |                                        |                                        |                                        |
| Votos positivos                              | Votos positivos                                | Votos positivos                        | Votos positivos                        | 37.541                                 | 99,11                                  |
| Votos en blanco                              | Votos en blanco                                | Votos en blanco                        | Votos en blanco                        | 337                                    | 0,89                                   |
| Total de votos                               | Total de votos                                 | Total de votos                         | Total de votos                         | 37.878                                 | 100                                    |
| Votantes registrados/participación           | Votantes registrados/participación             | Votantes registrados/participación     | Votantes registrados/participación     | Sin datos                              | Sin datos                              |
| Provincia de Tucumán 3 Diputados             |                                                |                                        |                                        |                                        |                                        |
| Partido                                      | Partido                                        | Candidato                              | Votos al candidato                     | Votos al partido                       | %                                      |
|                                              | Partido Liberal de Tucumán                     | Ernesto Padilla                        | 15.058                                 | 15.058                                 | 38,75                                  |
| Miguel Díaz                                  | Partido Liberal de Tucumán                     | 14.368                                 |                                        | 15.058                                 | 38,75                                  |
|                                              | Unión Cívica Radical                           | Horacio Sánchez Loria                  | 5.018                                  | 5.010                                  | 12,89                                  |
| Enrique Barrera                              | Unión Cívica Radical                           | Sin datos                              |                                        | 5.010                                  | 12,89                                  |
|                                              | Unión Cívica Radical Bascarista                | Alejandro Pérez                        | Sin datos                              | 4.524                                  | 11,64                                  |
| H. Ríos                                      | Unión Cívica Radical Bascarista                | Sin datos                              |                                        | 4.524                                  | 11,64                                  |
|                                              | Unión Cívica Radical Principista               | Emilio Catalán                         | Sin datos                              | 3.555                                  | 9,15                                   |
| Dalmiro Soria                                | Unión Cívica Radical Principista               | Sin datos                              |                                        | 3.555                                  | 9,15                                   |
|                                              | Partido Socialista                             | Vera Hernández                         | Sin datos                              | 3.161                                  | 8,13                                   |
| López                                        | Partido Socialista                             | Sin datos                              |                                        | 3.161                                  | 8,13                                   |
|                                              | Unión Cívica Radical Roja                      | Praude Alurralde                       | Sin datos                              | 2.849                                  | 7,33                                   |
| Ernesto del Moral                            | Unión Cívica Radical Roja                      | Sin datos                              |                                        | 2.849                                  | 7,33                                   |
|                                              | Unión Cívica Radical Verista                   | Octaviano Vera                         | Sin datos                              | 2.429                                  | 6,25                                   |
| Adolfo de la Vega                            | Unión Cívica Radical Verista                   | Sin datos                              |                                        | 2.429                                  | 6,25                                   |
|                                              | Unión Cívica Radical Personalista              | Raúl Aragón                            | Sin datos                              | 2.273                                  | 5,85                                   |
| Miguel Fugo                                  | Unión Cívica Radical Personalista              | Sin datos                              |                                        | 2.273                                  | 5,85                                   |
|                                              |                                                |                                        |                                        |                                        |                                        |
| Total de votos                               | Total de votos                                 | Total de votos                         | Total de votos                         | 38.859                                 | 100                                    |
| Votantes registrados/participación           | Votantes registrados/participación             | Votantes registrados/participación     | Votantes registrados/participación     | 99.115                                 | 39,21                                  |

1. ↑  Renunció el 10 de junio de 1925, lo reemplaza Juan Prat (UCR) en 1926.
2. ↑  Electo para completar el mandato de Isaías R. Amado (1922-1926).
3. ↑  Falleció el 5 de julio de 1927, no fue reemplazado.
4. ↑  Falleció el 20 de febrero de 1925, lo reemplaza Alejandro Miñones (UCR) en 1926.
5. ↑  Falleció el 28 de junio de 1925, lo reemplaza Miguel V. Davila (Partido Conservador) en 1926.
6. ↑  Renunció el 19 de diciembre de 1927, no fue reemplazado.
7. ↑  Electo para completar el mandato de Nicolás Repetto (1922-1926). Eugenio Albani falleció el 8 de mayo de 1924, no fue reemplazado.
8. ↑  Falleció el 31 de julio de 1927, no fue reemplazado.
9. ↑  Falleció el 26 de mayo de 1927, no fue reemplazado.
10. ↑  Falleció el 3 de octubre de 1926, no fue reemplazado.
11. ↑  Expulsado el 23 de septiembre de 1925, lo reemplaza Jorge Calle (UCR-L) en 1926.
12. ↑  Renunció el 12 de marzo de 1925, lo reemplaza Ignacio B. Iturraspe (PRU) en una elección especial el 29 de marzo de 1925.

## Elección parcial
Elección especial en la provincia de Santa Fe para completar tres vacancias. Se realizan el 29 de marzo de 1925, con elecciones complementarias el 12 de abril de 1925.
| Partido                 | Partido                        | Candidato               | Votos al candidato | Votos al partido | %     |
| ----------------------- | ------------------------------ | ----------------------- | ------------------ | ---------------- | ----- |
|                         | Unión Cívica Radical Unificada | Ignacio B. Iturraspe    | 47.674             | 47.674           | 58,70 |
| Juan Francisco Fiorillo | Unión Cívica Radical Unificada | 47.507                  |                    | 47.674           | 58,70 |
|                         | Partido Demócrata Progresista  | José Guillermo Bertotto | 26.369             | 26.369           | 32,47 |
| José Carreras           | Partido Demócrata Progresista  | 24.734                  |                    | 26.369           | 32,47 |
|                         | Partido Socialista             | Luis David Bonaparte    | 4.862              | 4.862            | 5,99  |
| Rodolfo M. Galaretto    | Partido Socialista             | 4.640                   |                    | 4.862            | 5,99  |
|                         | Partido Comunista              | Eduardo González        | 2.072              | 2.072            | 2,55  |
| Manuel Molinas          | Partido Comunista              | 2.067                   |                    | 2.072            | 2,55  |
| Otros candidatos        | Otros candidatos               | Otros candidatos        | Otros candidatos   | 242              | 0,30  |
|                         |                                |                         |                    |                  |       |
| Votos válidos           | Votos válidos                  | Votos válidos           | Votos válidos      | 81.219           | 82,10 |
| Votos en blanco         | Votos en blanco                | Votos en blanco         | Votos en blanco    | 17.711           | 17,90 |
| Total de votos          | Total de votos                 | Total de votos          | Total de votos     | 98.930           | 100   |
| Fuentes:                |                                |                         |                    |                  |       |

1. ↑  Electo para completar el mandato de Héctor S. López (1924-1928).
2. ↑  Electo para completar el mandato de José María Aragón (1922-1926).
3. ↑  Electo para completar el mandato de Armando Antille (1922-1926).

## Consecuencias
Después de los comicios, los legisladores electos asumieron en abril. Mario M. Guido, de la Unión Cívica Radical original fue elegido Presidente de la Cámara de Diputados, con Héctor S. López, de la Unión Cívica Radical Unificada, como primer vicepresidente, y el radical yrigoyenista Ernesto Claros como segundo vicepresidente. López sería reemplazado por Oscar C. Meyer, del radicalismo yrigoyenista, el 7 de mayo de 1925.